# 워커힐 호텔앤리조트
워커힐 호텔앤리조트(영어: walkerhill hotels and resorts)는 SK그룹 계열의 호텔 기업이다.
1963년에 워커힐 호텔로 개관했고, 개관 초기에는 국제관광공사에서 운영하다가 1973년에 선경그룹이 인수하여 민영화된 후 현재에 이르고 있다.
1977년에 쉐라톤과 프랜차이즈 계약을 맺고 1978년부터 쉐라톤 워커힐이라는 호텔명으로 영업해 왔으나, SK그룹이 스타우드와 쉐라톤 프랜차이즈 재계약을 하지 않으면서 2017년 1월 1일부터 '워커힐 호텔앤리조트'로 독자적으로 운영을 시작하였다.

## 연혁
- 1963년 4월 : 워커힐호텔 개관. 당시에는 국제관광공사가 운영.
- 1973년 3월 : 선경그룹이 국제관광공사로부터 워커힐호텔 인수
- 1978년 7월 : 쉐라톤 워커힐 개관
- 1982년 12월 : 컨벤션 센터 개관
- 1991년 4월 : 쉐라톤 타워스 (Sheraton Towers) 개관
- 2000년 10월 : 업계 최초 전문 아카데미 오픈
- 2002년 11월 : 쉐라톤 그랜드 워커힐 서울로 상호 변경 (Sheraton Grande Walkerhill)
- 2004년 8월 : 아시아 최초 W 호텔 오픈 (W Seoul-Walkerhill)[1]
- 2009년 12월 : (주)SK 네트웍스와 (주) 워커힐 인수 합병 → (주)SK 네트웍스 (주) 워커힐[2]
- 2017년 1월 : 독자 브랜드 그랜드 워커힐 서울 (Grand Walkerhill Seoul) 오픈[3]
- 2017년 4월 : 독자 브랜드 비스타 워커힐 서울 (Vista Walkerhill Seoul) 오픈[4]

## 호텔
- 그랜드 워커힐 서울 : 과거 쉐라톤 워커힐 호텔이었으며, 스타우드와 브랜드 제휴를 종료하면서 2017년 1월 현재 명칭으로 변경하였다.
- 비스타 워커힐 서울 : 과거 W 서울 워커힐이었으며, 스타우드와 브랜드 제휴를 종료하면서 2017년 4월 현재 명칭으로 변경하였다.
- 더글라스 하우스 : 1964년 건축가 김수근이 설계한 호텔동으로 워커힐을 둘러싼 본래의 자연 경관을 해치지 않고 산의 일부가 되도록 디자인되었다.

## 입사 지원 조건
- 2년제 전문대 졸업